# Нагрудный знак «За ближний бой»
Знак ближнего боя (нем. Nahkampfspange des Heeres) — награда в немецкой армии, учреждённая 25 ноября 1942 года.

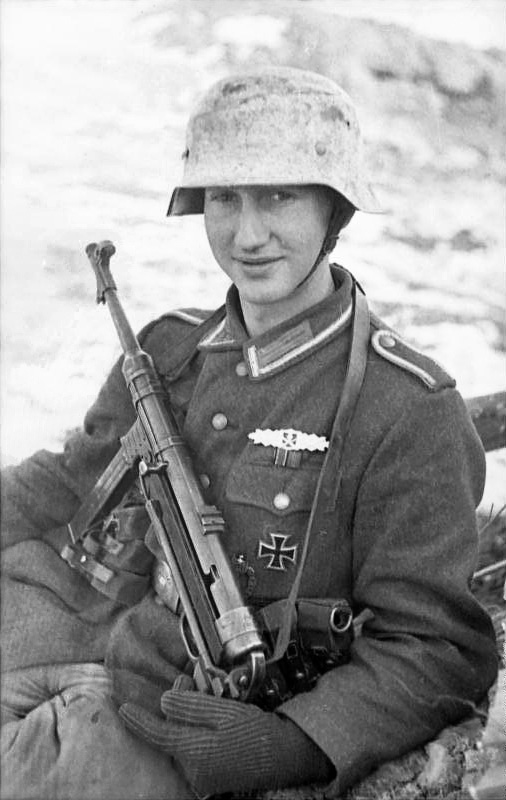
Вооруженный пистолетом-пулемётом MP-40 унтер-офицер Вермахта со знаком ближнего боя, расположенным над карманом

## История награды
Нагрудный знак был учреждён по личному приказу Гитлера.
Эскиз награды был разработан фирмой Вильгельма Пикхауза в Берлине. 26 марта 1944 года Гитлер заявил о своем беспрекословном единоличном праве присваивать и вручать золотой нагрудный знак.

## Критерии награждения
Знак был введён, дабы отметить мужество и доблесть пехотинцев, многократно побеждавших в рукопашных схватках

Нагрудный знак «За ближний бой» присуждается в знак признания храбрости солдата, который часто участвовал с оружием в руках в рукопашных схватках «человек против человека» соответственно своим обязанностям.(нем. «Mann gegen Mann»)
Оригинальный текст (нем.)Die Nahkampfspange wird als Anerkennung dem Soldaten verliehen, der sich vielfach im Nahkampf «Mann gegen Mann» mit der Waffe in der Hand seiner Aufgabe entsprechend bewährt hat.— 
Награждались военнослужащие, непосредственно участвовавшие в рукопашных боях.
Близость боя определялась тем фактом, видел ли солдат в ходе схватки «белки глаз противника» (нем. Das Weiße im Auge des Feindes)
Собственно говоря, награда, отмечавшая бойца за участие в ближнем бою, в вермахте уже была. Этой наградой являлся учреждённый в конце 1939 года, «Штурмовой пехотный знак». Но массовость участвующих в боях войск и длительность новой войны привели к тому, что фактически на получение штурмового знака мог рассчитывать любой проявивший себя пехотинец, проведший на передовой несколько недель. Вот для выделения заслуг самых лучших, опытных солдат, которые воевали уже по несколько месяцев, а иногда и лет, и было решено вводить новую награду, с гораздо более высокими критериями награждения.
Знак был трёх степеней:
- «Бронзовый знак» — 15 дней рукопашных схваток.
- «Серебряный знак» — 30 дней рукопашных схваток.
- «Золотой знак» — 50 дней рукопашных схваток.

В порядке исключения, для военнослужащих, которые в результате ранения уже не могли вернуться на фронт, разрешалось уменьшить эти сроки до 10, 20 и 40 дней соответственно. Также знак мог присваиваться и посмертно, но не пропавшим без вести или взятым в плен. Вместе с вручением высшей степени награды мог предоставляться и отпуск продолжительностью в 21 день.
Кроме того, непрерывное пребывание на фронте в течение определённого времени засчитывалось соответственно за определённое количество дней рукопашных схваток.
Градация выслуженного времени была следующей:
- Восемь месяцев непрерывной службы приравнивались к рукопашным боям в течение 5 дней;
- Двенадцать месяцев службы приравнивались к рукопашным боям в течение 10 дней;
- Пятнадцать месяцев службы приравнивались к рукопашным боям в течение 15 дней.

Одновременно с золотым знаком могло также быть произведено награждение Немецким крестом 1-й степени.
В солдатской среде знак пользовался авторитетом и уважением. В ходе Второй мировой войны были награждены:
- Бронзовым знаком — 36 400 человек
- Серебряным — 9 400 человек
- Золотым — 631 человек.

## Описание награды

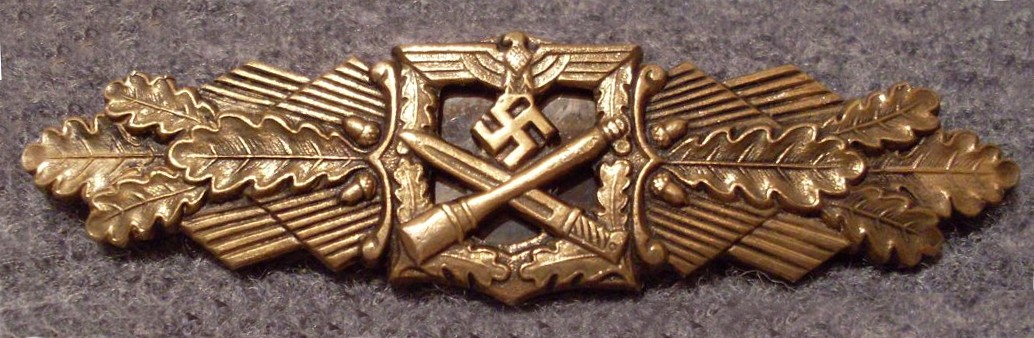
Знак ближнего боя «в бронзе»

В середину значка были помещены скрещенные штык и граната. Над ними был расположен прямокрылый орёл, держащий свастику — официальная эмблема сухопутных сил нацистской Германии. Снизу и по бокам они окаймлялись в фигурную квадратную рамку с двумя дубовыми листьями на каждую сторону. В боковых «крыльях», слева и справа, были размещены веточки с четырьмя дубовыми листьями. По европейским геральдическим традициям и вековым историческим канонам оформления воинских наград Европы вообще и Германской империи в частности, дубовые листья, как лавровые венки у римлян, размещённые на наградах, демонстрировали воинскую доблесть, мощь, стойкость и мужество награждаемого. В основании веточек располагались друг напротив друга два жёлудя. Всего на знаке их было четыре. По воинской символике, берущей своё происхождение ещё из рыцарской геральдики, желуди, как вкупе с дубовыми листьями, так и самостоятельно, несли значение и смысл созревшей, опытной и заслуженной силы, награды. Такое обильное использование геральдической атрибутики со значением доблести и мужества должно было уже на уровне оформления выделять награду из прочих равных.
«Золотая» степень награды отличалась от бронзовой и серебряной прежде всего используемым материалом. В основном это был томпак. Кроме того, награда вручалась в очень красивом и дорогом футляре.
Остальные степени нагрудного знака изготавливались из цинка, хотя встречались экземпляры из алюминия. Награда выдавалась в картонном футляре, на лицевой стороне которого готическими буквами писалось название награды. К нагрудному знаку прилагался обычный набор документов (запись в солдатскую книжку) с указанием имени получателя, названия части, подписью и штампом.
Размеры награды варьировался в зависимости от фирмы-производителя. В основном ширина знака составляла от 95 до 97,5 мм, а высота — от 25 до 27 мм.

## Правила ношения
Знак носился на 1 см выше левого нагрудного кармана над всеми остальными наградами, чтобы подчеркнуть его значимость. При получении последующих степеней, полагалось надевать только высшую, хотя низшие и оставались у владельца. Предполагалось также ношение вышитого на ткани варианта (подобно аналогичным знакам (Немецкого креста)). Однако изготовленные образцы не вручались. На гражданской одежде разрешалось носить только миниатюры награды — на булавке или фрачный знак.

## Разновидности знака для других родов войск
Свои знаки «ближнего боя» посчитали нужным ввести и другие рода войск нацистской Германии. Критерии награждения там, естественно, были не те, что у сухопутных сил, но суть и «дух» «солдатской награды» они несли абсолютно такие же. При сохранении точно тех же правил ношения планку «Ближнего боя» учредили для:
- Экипажей подводных лодок (с 15 мая 1944). Планка «Ближнего боя»
- Кригсмарине (с 19 мая 1944). Marine-Frontspange (нем.)
- И для Люфтваффе (с 3 ноября 1944). Nahkampfspange (Luftwaffe) (нем.)

## Современное положение знака
В соответствии с § 6 закона Германии о порядке награждения орденами и о порядке ношения от 26 июля 1957 г. (нем. Gesetz uber Titel, Orden und Ehrenzeichen) ношение знака разрешено, но только в «денацифицированном» варианте (у которого изображение свастики и скрещенных штыка с гранатой заменено скрещёнными саблями — как на современной пехотной кокарде).